# Senyoria d'Andusa
Els Andusa foren una important família occitana dividida en diverses branques, que van sorgir de la senyoria d'Andusa.
El primer senyor conegut fou Fucault que vivia cap al 812. La senyoria pertangué al comtat de Tolosa. Cap a finals del segle IX va passar a Fucault (II) vescomte de Llemotges, de la família comtal tolosana. Després apareixen Pere d'Andusa, pare d'Adelaida, esposa de Roger I senyor de Foix, Bernat d'Andusa (titulat marqués) i Almeradus d'Andusa.
El fill d'Almeradus, Bernat II Pelet, fou senyor abans del 1029 en què se suposa que va morir. El va seguir la seva nissaga i es varen crear diverses branques. Un germà de Bernat II, Bermond, fou senyor de Sauve (+1054). La branca de Rocafuelh va sorgir el 1170. També va existir una branca de La Voute o La Voulte però es va extingir a la segona generació. El 1266 va ser incorporada a la corona i la família va continuar per la branca de La Voute de la que consten senyors de la família fins al 1441 en què va passar als comtes de Vilars.

## Llista de senyors d'Andusa
- Fucault I c. 812
- Fucault II 863-915 vescomte de Llemotges
- Pere d'Andusa
- Aleradus (germà de Bernat, bisbe de Nimes 943-970) c. 1000
- Bernat I (fill), senyor d'Andusa, de Sauve i de Sommieres c. 1000-1029
- Almeradus c. 1050
- Bernat II (fill) marques ?-1078
- Ramon I (fill) 1078-?
- Bernat III (fill) ?-1128;
- Bernat IV (fill) 1128-1162
- Bernat V (fill) 1162-? (es va fer monjo)
- Ramon II (germà de Bernat IV) ? senyor de La Voute
- Bernat d'Andusa (fill) associat ?
- Pere Bermond IV (germà de Bernat IV), titulat senyor de Sauve cap al 1171
- Bertran III (Germà) ?-1170
- Ramon I de Roquefeuil (fill), vescomte de Creyssels, 1170-1204 branca de Roquefeuil
- Bernat VI (germà) senyor d'Andusa 1170-1189
- Bernat VII (fill) 1189-1223
- Pere Bermond VI (fill) senyor associat d'Andusa i senyor titular de Sauve +1215
- Bernat VIII (germà) senyor de Portes 1223
- Pere Bermond VII (fill de Pere Bermond VI) 1223-1254
- Guillem d'Andusa 1254-1300 (1266 a la corona francesa)
- Bernat, senyor d'Olargues (incapaç) 1300-1303
- Roger (germà de Pere Bermon VII) 1223-1302 senyor de La Voute
- Bermond I d'Andusa (fill, senyor d'Andusa)
- Bermond II d'Andusa (fill) 1301-1351 (senyor de La Voute)
- Bermond III d'Andusa (fill) 1351-1368 (senyor de La Voute)
- Lluís d'Andusa (fill) 1368-1408 (senyor de La Voute)
- Bermond d'Andusa (+1402) (fill associat)
- Antonieta, senyora de La Voute, 1408-1441
- Felip (IV) de Levis comte de Villars 1408-? (consort)
- als comtes de Villars 1441

### Branca de Sauve
- Bermond d'Andusa, senyor de Sauve ?-1054 (fill de Bernat I)
- Pere Bermond I (fill)
- Pere Bermond II (fill)
- Pere Bermond III, (fill)
- Pere Bermond IV (de la branca principal) ?
- Pere Bermond V (fill de Pere Bermond III) ?-1171 casat amb Ernessenda comtessa de Melguelh

### Branca dels senyors de Roquefeuil i vescomtes de Creyssels (i barons dePuget)
- Ramon I de Roquefeuil 1170-1204
- Ramon II, senyor de Roquefeuil, vescomte de Cheyssels (fill) 1204-1247
- Elisabet, senyora de Roquefeuil, vescomtessa de Cheyssels, 1247-1251
- Hug IV comte de Rodes 1247-1251 (+1274)
- Ramon III (germà de Ramon II) 1251-1281
- Arnau I (fill) senyor de Roquefeuil 1281-1297 (es va fer monjo)
- Ramon IV (fill) 1297-?
- Arnau II (fill) senyor de Roquefeuil i baró del Puget ?-després de 1346
- Bernat (fill) senyor titular, assassinat per ordre del rei de Mallorca el 1343
- Arnau III (germà) senyor de Roquefeuil, baró del Puget i d'Omelàs (per cessió del rei de Mallorca confirmada pel de França), ?-1396
- Puget i Omelàs va ser expropiat el 1394 per la corona, Arnau II va guanyar el plet però no es va acomplir fins al 1409
- Caterina, senyora de Roquefeuil 1396-1406
- Joan de Blanchefort-en-Agenais (consort)
- Antoni de Blanchefort, senyor de Roquefeuil i baró del Puget (fill) 1406-1430
- Joan (fill) 1430-1483
- Bringuier (fill) 1483-1530
- Carles I (fill) 1530-?
- Carles II (fill) ? -1555
- Antoni I (fill) 1555-1589
- Antoni II (fill) 1589-1618
- venuda a la família de La Cassaigne 1618